# Trnava
Trnava (tiếng Slovakia: Trnava, tên tiếng Đức lịch sử: Tyrnau, tên tiếng Hungary lịch sử: Nagyszombat, (phát âm tiếng Slovak: [ˈtr̩naʋa] ⓘ) là một thành phố, thủ phủ của huyện Trnava, đồng thời cũng là thủ phủ và thành phố lớn nhất vùng Trnava, tây Slovakia. Thành phố có trung tâm lịch sử với nhiều nhà thờ và bức tường thành phố thường được biết đến như là parva Roma, nghĩa là Tiểu Roma hoặc gần đây là Slovak Rome (Roma của Slovakia).

## Dân số
| Năm            | 1994   | 2004   | 2014   | 2024   |
| -------------- | ------ | ------ | ------ | ------ |
| Số lượng người | 70.017 | 69.140 | 65.713 | 63.180 |
| Sự khác biệt   |        | −1,25% | −4,95% | −3,85% |

| Năm            | 2023   | 2024   |
| -------------- | ------ | ------ |
| Số lượng người | 62.955 | 63.180 |
| Sự khác biệt   |        | +0,35% |

## Nhân vật nổi tiếng
- Blažej Baláž, họa sĩ
- Mária Balážová, họa sĩ
- Juraj Beneš, nhà soạn nhạc
- Anton Bernolák, linh mục, nhà văn, tác giả của tiêu chuẩn tiếng Slovak đầu tiên
- Pavol Blažek, vận động viên đi bộ
- Libor Charfreitag, quăng tạ
- Jozef Miso, cầu thủ bóng đá
- Karol Dobiáš, cầu thủ bóng đá
- Vilmos Fraknói, linh mục Do Thái-Hungary, linh mục Công giáo La Mã, sử gia, thư ký của Viện hàn lâm Khoa học Hungary, giám mục của Oradea
- Károly Hadaly, nhà toán học Hungary
- Maximilian Hell, nhà thiên văn học Slovakia
- Jozef Heriban, tiểu thuyết gia và biên kịch người Slovakia
- Ányos Jedlik, nhà khoa học Hungary, nhà phát minh, giáo viên, thành viên của Dòng Biển Đức
- Miroslav Karhan, cầu thủ bóng đá
- Zoltán Kodály, nhà soạn nhạc Hungary
- Taťána Kuchařová, Hoa hậu Cộng hòa Séc 2006, Hoa hậu Thế giới 2006
- Lajos I của Hungary, vua của Hungary
- Nicolaus Olahus, tổng giám mục Hungary
- Péter Pázmány, Hồng y Hungary và chính khách
- Mikuláš Schneider-Trnavský, nhà soạn nhạc và nhạc trưởng
- Marek Ujlaky, cầu thủ bóng đá
- Rudolf Vrba, giáo sư dược lý tại Đại học British Columbia, tác giả của báo cáo Vrba-Wetzler
- Alfred Wetzler, tác giả của báo cáo Vrba-Wetzler

## Quan hệ quốc tế
Thành phố kết nghĩa với các thành phố sau:
| - Zabrze Ba Lan - Casale Monferrato, Ý - Balakovo, Saratov, Nga - Szombathely, Hungary | - Sangerhausen, Đức - Varaždin, Croatia - Břeclav, Cộng hòa Séc - Novo Mesto, Slovenia | - Kharkiv, Ukraina - Chomutov, Cộng hòa Séc - Scranton, Hoa Kỳ |